# Lenguas gonga
Las lenguas gonga o kefoides son un grupo filogenético de lenguas omóticas habladas en Etiopía.
Este grupo está formado por cuatro grandes bloques dialectales el kafacho (Etiopía suroccidental), el shekkacho (Etiopía suroccidental), el boro o shinasha (Etiopía noroccidental) y el anfillo (Etiopía occidental). Los hablantes de lenguas gonga, ocupaban zonas adyacentes hace 400 años pero debido a diferentes factores sociales, económicos y políticos se dispersaron migrando hasta sus ubicaciones actuales desde su región originaria.

## Comparación léxica
Los numerales para diferentes lenguas omóticas meridionales son:
| GLOSA | Anfillo   | Boro (Shinasha) | Kafa        | Shekkacho   | PROTO- GONGA |
| ----- | --------- | --------------- | ----------- | ----------- | ------------ |
| 1     | ikkó      | íkkà            | ʔìkkòó      | ikka        | *ikko        |
| 2     | (guttó)   | (gíttà)         | (gùttòó)    | (guttaː)    | (gutto)      |
| 3     | kedzó     | keːzá           | kèːmó       | keːyyaː     | *keːʣo       |
| 4     | auddó     | aẃddà           | áwùddò      | awuddaː     | *awddo       |
| 5     | (amittó)  | uttsá           | ʔùùttʃòó    | uːččaː      | *uːččo       |
| 6     | (ʃirtó)   | (širrᵊtà)       | (ʃírìttòó)  | (širittaː)  | (širᵊtto)    |
| 7     | (ʃabattó) | (šawaːtà)       | (ʃábààttòó) | (šabaːttaː) | (šabaːtto)   |
| 8     | (ʃimittó) | (šəmmətà)       | (ʃímìttòó)  | (šimittaː)  | (šəmmətto)   |
| 9     | yiriŋɡó   | yeːdiyá         | yììtʼiyòó   | yitʼiyaː    | *yiːdiyo     |
| 10    | (aʃiró)   | tattsá          | (ààʃìròó)   | (aširaː)    | (aširo)      |
Los términos entre paréntesis son préstamos de las lenguas semíticas etiópicas.